# Bogislaw XIV van Pommeren
Bogislaw XIV (Barth, 31 maart 1580 - Stettin 10 maart 1637) was de laatste zelfstandige hertog van Pommeren. Hij werd in 1620 hertog van Pommeren-Stettin en volgde in 1623 zijn broer Ulrich op als administrator van het bisdom Cammin. Ten slotte erfde hij in 1625 het hertogdom Pommeren-Wolgast, zodat hij heel Pommeren onder zijn heerschappij verenigde. Tijdens de laatste jaren van zijn regering werd Pommeren meegezogen in de Dertigjarige Oorlog en werd het land bezet door keizerlijke en Zweedse legers.
Bogislaw was de laatste mannelijke vertegenwoordiger van het Pommerse hertogelijke huis, de Greifendynastie. Toen hij in 1637 kinderloos overleed, maakten zowel Brandenburg als Zweden aanspraak op het hertogdom. In 1648 werd Pommeren bij de Vrede van Westfalen verdeeld in een Zweeds en Brandenburgs deel.

## Biografie
Bogislaw XIV was de derde zoon van Bogislaw XIII en Clara van Brunswijk-Lüneburg. Hij kreeg een vorstelijke opvoeding, maar als jongere zoon had hij geen uitzicht op de erfopvolging. In 1604 begon hij aan een tweejarige grand tour door Europa. Toen zijn vader in 1606 overleed, kreeg Bogislaw samen met zijn broer Georg II het bestuur over het Amt Rügenwalde als apanage toegewezen. Rügenwalde bleef onderdeel uitmaken van het Pommeren-Stettin. In 1616 erfde Bogislaw het Amt Neustettin van zijn stiefmoeder Anna. George II overleed in 1617, waardoor Bogislaw de enige heer van deze gebieden werd. In 1618 stond Bogislaw Neustettin af aan zijn broer Ulrich en kreeg daarvoor het Amt Bütow in ruil terug.

### Vereniging van Pommeren
In 1620 werd Bogislaw regerend hertog van Pommeren-Stettin, nadat zijn broer Frans kinderloos gestorven was. Bogislaw nam zijn intrek in het Kasteel van Stettin en droeg zijn voormalige gebieden over aan zijn broer Ulrich. Ulrich overleed twee jaar later, waardoor Bogislaw nu ook administrator van het Bisdom Cammin werd. In 1625 erfde hij ten slotte het hertogdom Wolgast van zijn eveneens kinderloze neef Filips Julius. Hoewel Bogislaw nu alle landsdelen in Pommeren in een hand verenigd had, bleven deze gebieden officieel zelfstandig. Wolfgast, Stettin en Cammin behielden hun eigen regering. De in 1627 opgerichte Geheime Raad, die bestond uit afgevaardigden van de drie landsdelen, was het enige gezamenlijke bestuursorgaan.

### De Dertigjarige Oorlog
Tijdens zijn regering werd Bogislaw geconfronteerd met twee problemen: de torenhoge schulden van het hertogdom en de Dertigjarige Oorlog, die in 1618 was uitgebroken. De oorlog was begonnen als een opstand van een groep protestantse edelen in Bohemen tegen hun streng katholieke koning Ferdinand II, die een jaar later tot keizer werd gekozen. Nadat de opstand in Bohemen was neergeslagen, verplaatste de strijd zich naar Duitsland. Als gevolg van de oorlog was de inflatie sterk gestegen. Deze periode van prijsstijgingen staat bekend als de Kipper- und Wipperzeit. De traditionele inkomstenbronnen van de hertogen brachten mede hierdoor niet meer genoeg op om de uitgaven te dekken, zodat Bogislaw gedwongen werd een groot aantal landgoederen aan zijn schuldeisers te verpanden.
In 1625 greep koning Christiaan IV van Denemarken in de oorlog in, zodat de strijd zich naar het noorden van Duitsland verplaatste. Tegelijkertijd was Polen, dat in het oosten aan Pommeren grensde, al sinds 1600 in oorlog met Zweden. Hertog Bogislaw probeerde zich in beide conflicten neutraal op te stellen. Hij weigerde in 1626 de doortocht van Zweedse troepen, maar had niet de middelen om deze politiek kracht bij te zetten.
In 1627 trok het keizerlijke leger, dat een jaar daarvoor de Denen verslagen had, Pommeren binnen. Op 10 november 1627 tekende Bogislaw de Capitulatie van Franzburg, waarin hij toestond dat acht keizerlijke regimenten in zijn hertogdom ingekwartierd werden. De Hanzestad Stralsund verzette zich tegen de komst van de keizerlijke soldaten en weigerde tegen de bevelen van de hertog in om haar poorten te openen. Om de aandacht van zijn eigen hoofdstad af te leiden, spoorde Bogislaw de keizerlijke generaal Wallenstein aan om Stralsund in te nemen. Wallenstein sloeg het beleg voor Stralsund, maar de stad wist met Deense en Zweedse hulp het beleg te doorstaan. Toen de Deense koning met zijn leger landde op het eiland Usedom en Wolgast innam, trok Wallenstein zijn troepen terug om de nieuwe dreiging het hoofd te bieden. In de Slag bij Wolgast werden de Denen vernietigend verslagen en in 1629 sloot Christiaan IV vrede met de keizer. Stralsund bleef in Zweedse handen.

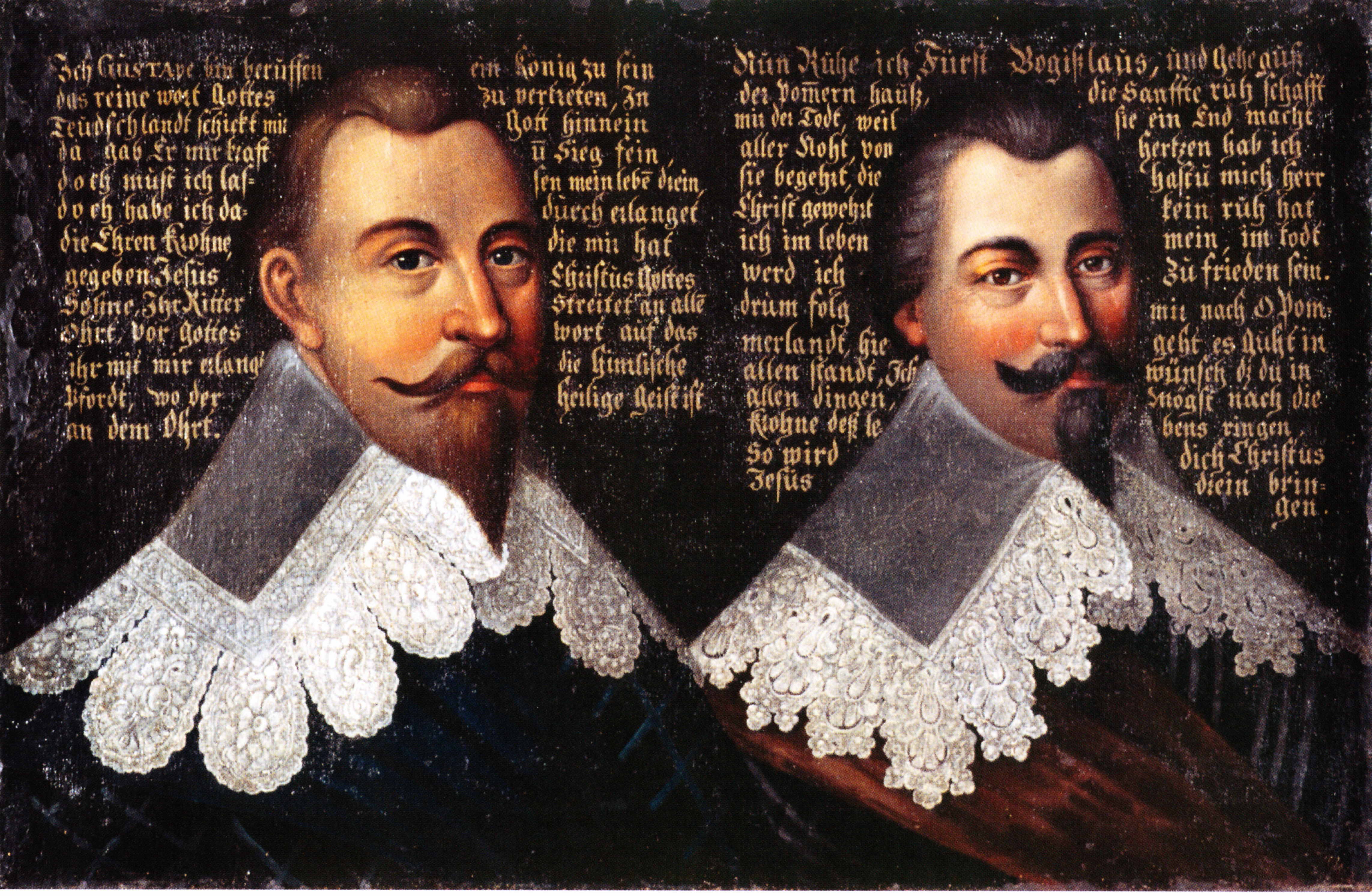
Dubbelportret van koning Gustaaf Adolf van Zweden en hertog Bogislaw XIV uit 1637.

Kort voordat de keizer vrede sloot met Denemarken, had hij het Restitutie-edict uitgevaardigd. Volgens het edict moesten de protestantse rijksvorsten alle kerkelijke goederen die zij na 1552 in hun bezit hadden gekregen overdragen aan de oorspronkelijke katholieke eigenaren. Als het edict uitgevoerd werd zou Pommeren de controle over het bisdom Cammin moeten opgeven.
Op 6 juli 1630 landde koning Gustaaf II Adolf van Zweden met zijn leger op Usedom, het begin van de Zweedse opmars tegen de keizer. Gustaaf Adolf dwong Bogislaw tot het tekenen van een alliantie. Op 4 september tekende de hertog het verdrag van Stettin waarin hij in ruil voor Zweedse bescherming de controle over zijn hertogdom, inclusief de lucratieve tollen, opgaf. Om de oorlog te betalen confisqueerden de Zweden zelfs hertogelijke landgoederen, om deze vervolgens voor 100.000 thaler aan Stralsund te verkopen. In feite was Pommeren door Zweden geannexeerd.
Bogislaw had geen kinderen en een zwakke gezondheid. In 1630 benoemde hij zijn neef Ernst Bogislaw van Croÿ, de enige zoon van zijn jongste zuster Anna, tot zijn opvolger in het Bisdom Cammin. Ernst Bogislaw werd ook aangewezen als de erfgenaam van alle persoonlijke bezittingen van de Pommerse hertogen. Het Amt Eldena werd overgedragen aan de Universiteit van Greifswald. In 1633 kreeg de hertog een beroerte, en was hij feitelijk niet meer tot regeren in staat. Het bestuur van het hertogdom kwam officieel in handen van de Geheime Raad, hoewel de Zweden de eigenlijke machthebbers waren. Bogislaw overleed op 10 maart 1637 in het kasteel van Stettin. Zijn lichaam werd gebalsemd, maar vanwege de strijd over de opvolging in het hertogdom bleef de sarcofaag boven de grond liggen.

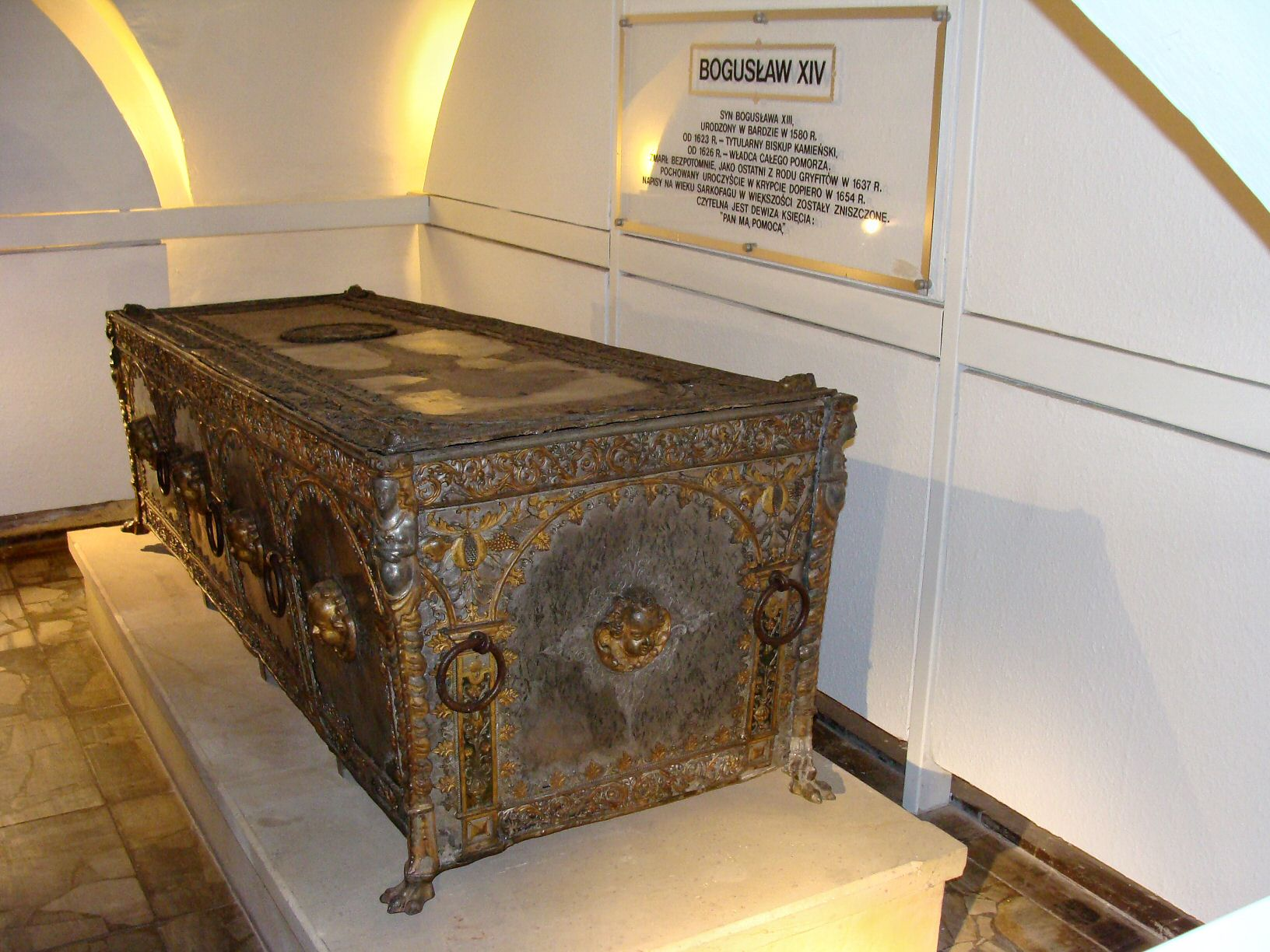
De sarcofaag van Bogislaw XIV in het kasteel van Stettin.

### Strijd om de erfopvolging
Met de dood van Bogislaw XIV was de Greifendynastie in mannelijke lijn uitgestorven. In Cammin werd Bogislaw opgevolgd door Ernst Bogislaw van Croÿ. Lauenburg en Bütow vielen als Poolse lenen terug aan de Poolse kroon. Volgens het Verdrag van Grimnitz uit 1529 zou het hertogdom Pommeren zelf aan de keurvorsten van Brandenburg uit het huis Hohenzollern vallen. Zweden maakte op grond van het verdrag van Stettin ook aanspraak op Pommeren en weigerde het gebied op te geven. Ondanks herhaalde protesten van George Willem en Frederik Willem I van Brandenburg bleef Pommeren tijdens de rest van de oorlog in Zweedse handen.
Bij de Vrede van Westfalen werd Pommeren uiteindelijk verdeeld. Voor-Pommeren met de Steden Stralsund, Wolgast en Stettin viel aan Zweden, terwijl Brandenburg het armere Achter-Pommeren kreeg. In 1653 sloten beide machten een grensverdrag om de laatste strijdpunten op te lossen. Op 24 mei 1654 droegen Zweedse en Brandenburgse vertegenwoordigers het lichaam van hertog Bogislaw XIV naar zijn graf in de Slotkerk van Stettin. Hiermee kwam ook symbolisch een einde aan de heerschappij van de Greifendynastie.

## Huwelijk
Bogislaw XIV trouwde op 19 februari 1615 met Elisabeth, een dochter van hertog Johan van Sleeswijk-Holstein-Sonderburg. Hun huwelijk bleef kinderloos.